# Wzgórza Wawrzyszowskie
Łagodne i niskie wzniesienia, położone na wschód od pasma Wzgórz Strzelińskich, na wschód od rzeki Krynki. Wzgórza te są czasem nazywane Wawrzyszowsko-Szklarskimi (od nazwy miejscowości Wawrzyszów na północy i Szklary na południu). 